# Comuna Dugi Rat, Split-Dalmația
Dugi Rat este o comună în cantonul Split-Dalmația, Croația, având o populație de 7.092 de locuitori (2011).

## Demografie
Componența etnică a comunei Dugi Rat
     Croați (98,43%)
     Necunoscut (0,04%)
     Neclasificat (1,09%)
Componența confesională a comunei Dugi Rat
     Catolici (96,5%)
     Necunoscută (1,17%)
     Alte religii (2,33%)
Conform recensământului din 2011, comuna Dugi Rat avea 7.092 de locuitori. Din punct de vedere etnic, majoritatea locuitorilor (98,43%) erau croați. Apartenența etnică nu este cunoscută în cazul a 0,04% din locuitori. Din punct de vedere confesional, majoritatea locuitorilor (96,5%) erau catolici. Pentru 1,17% din locuitori nu este cunoscută apartenența confesională.